# Eressa geographica
Eressa geographica là một loài bướm đêm thuộc phân họ Arctiinae, họ Erebidae.